# Setouchmax

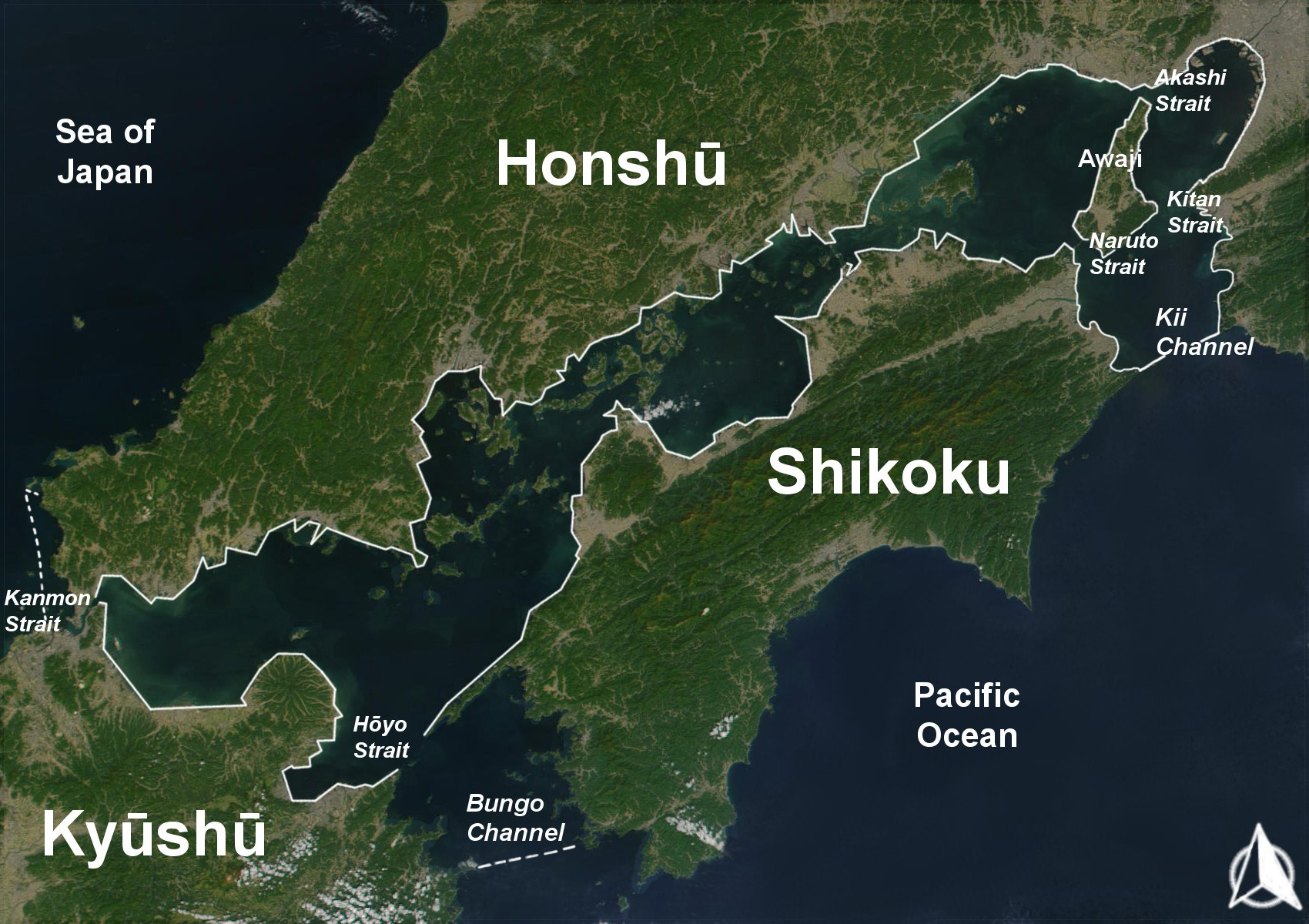
Карта внутрішнього моря Сето.

Setouchmax (укр. Сетачмакс) — клас судна, яке може використовувати внутрішні морські порти Сето. Це море розташоване між островами Хонсю і Сікоку. Основними портами цього моря архіпелагу, Сето найкай японською мовою, є Кобе, Окаяма, Такамацу, Токусіма, Мацуяма та Хіросіма. Сетоуті — промисловий район на півдні Японії, що включає частини префектур Окаяма, Хіросіма, Ямагуті, Кагава та Ехіме. Сетоуті не є ні адміністративним, ні політичним утворенням.
Клас судна під назвою Setouchmax повинен мати розміри менше 299.9 метрів в довжину і мати осадку менш як 16,10 метра. Вантажопідйомність такого корабля має становити близько 205 000 DWT. Ці дуже великі балкери (VLBC) які не можуть використовувати Суецький або Панамський канали, тому їх також називають Capesize.